# بيت الصدقة (جبلة)

تعديل مصدري - تعديل

بيت الصدقة محلة تابعة لقرية شعفات، التابعة لعزلة الشراعي بمديرية جبلة إحدى مديريات محافظة إب في الجمهورية اليمنية، بلغ تعداد سكانها 116 حسب تعداد اليمن لعام 2004.